# 罗歇·弗朗索瓦
罗歇·弗朗索瓦（法語：Roger François，1900年10月7日—1949年2月15日），法国男子举重运动员。他曾代表法国参加1924年、1928年和1932年夏季奥林匹克运动会举重比赛，获得一枚金牌。